# Милет (сын Аполлона)
Милет (др.-греч. Μίλητος) — персонаж древнегреческой мифологии. Сын Аполлона и Ареи (или Аполлона и Дионы) (или Аполлона и Акакаллиды). По редкой версии, сын Евксантия.
Акакаллида бросила его в лесу, его выкормили волчицы, и затем воспитали пастухи. Сыновья Зевса и Европы воспылали к нему любовью и стали соперничать. Так как юноша отдавал предпочтение Сарпедону, Минос начал войну, в которой одержал победу. Побежденные бежали, Милет высадился в области Карии и основал город Милет. Либо он высадился с войском критян и поселился вместе с карийцами.
По другому рассказу, не было войны, он бежал в Карию на челне и женился на Идофее, дочери Еврита, у него родились дети Кавн и Библида. По Овидию, его жена Кианея, дети Кавн и Библида. Согласно Никенету, его жена Трагасия, дети Кавн и Библида, основал город Экусий.